# 1954 en sport automobile
Chronologie du Sport automobile
1953 en sport automobile - 1954 en sport automobile - 1955 en sport automobile

## Les faits marquants de l'année1954enSport automobile
- Le Français Louis Chiron remporte le Rallye automobile Monte-Carlo sur une Lancia.
- L'Argentin Juan Manuel Fangio remporte le Championnat du monde de Formule 1 au volant d'une Maserati puis d'une Mercedes-Benz.
- Lee Petty remporte le championnat de la série NASCAR avec un montant total de 26 706 $ (USD).

## Par mois

### Janvier
- 17 janvier, (Formule 1) : Grand Prix automobile d'Argentine.

### Mai
- 31 mai (Formule 1) : 500 miles d'Indianapolis.

### Juin
- 12 juin : départ de la vingt-deuxième édition des 24 Heures du Mans.
- 13 juin : victoire de José Froilán González et Maurice Trintignant sur une Ferrari aux 24 Heures du Mans.
- 20 juin (Formule 1) : victoire de Juan Manuel Fangio au Grand Prix automobile de Belgique.

### Juillet
- 4 juillet : victoire de Juan Manuel Fangio sur Mercedes au Grand Prix automobile de France.
- 17 juillet (Formule 1) : Grand Prix de Grande-Bretagne.
- 17 et 18 juillet  : Circuit de Porrentruy

### Août
- 22 août (Formule 1) : Grand Prix automobile de Suisse.

### Septembre
- 5 septembre (Formule 1) : Grand Prix automobile d'Italie.

### Octobre
- 24 octobre (Formule 1) : Grand Prix automobile d'Espagne.

## Naissances
- 24 janvier : Jo Gartner, pilote automobile autrichien de Formule 1 et de voitures d'endurance. († 1er juin 1986).
- 31 janvier: Mauro Baldi, pilote automobile italien de Formule 1.
- 1er février : Jean-Pierre van de Wauwer, pilote  de rallyes belge.
- 2 mars : Jean-Luc Pailler, pilote automobile français spécialisé dans le rallycross.
- 29 mars : Chip Robinson, pilote automobile américain sur circuits.
- 17 avril : Riccardo Patrese, pilote automobile italien, recordman du nombre de GP de Formule 1 disputés, avec 256 départs de 1977 à 1993.
- 24 avril : Francis Warnier, pilote automobile français d'autocross.
- 26 avril : Georges Darbellay, pilote automobile suisse.
- 27 août : Derek Warwick, pilote automobile britannique.
- 8 octobre : Huub Rothengatter, pilote automobile néerlandais.
- 4 novembre : Eliseo Salazar, pilote automobile chilien.
- 19 décembre : Jeff Allam, pilote automobile anglais.
- 21 décembre : Daniel Péan, pilote français de moto-cross.
- 31 décembre : Hermann Tilke, architecte allemand, connu pour être le créateur de nombreux circuits de sports mécaniques.

## Décès
- 3 janvier : Christian Lautenschlager, pilote automobile allemand. (° 13 avril 1877).
- 22 janvier, Ernest Friderich, pilote  de course français d'origine alsacienne. (° 23 octobre 1886).
- 2 février : Enrico Platé, pilote de course automobile italien. (° 28 janvier 1909).
- 27 février : Bobby Ball, pilote automobile d'IndyCar américain. (° 26 août 1925).
- 24 avril : Guy Mairesse, pilote automobile français. (° 10 août 1910).
- 31 juillet : Onofre Marimón, pilote automobile argentin de Formule 1. (° 19 décembre 1923).